# Vahevala
Vahevala (Va-he-va-la) is de debuutsingle van het Amerikaanse duo Kenny Loggins en Jim Messina; het werd in 1971 uitgebracht en bereikte slechts de 81e plaats in de Billboard Hot 100. In Nederland haalde het met twee weken op nummer 30 nipt de Daverende Dertig. Begin 1986 verscheen de coverversie van de latin rock-band Massada; Sailors - zoals het bij een televisieoptreden in Nederland Muziekland werd aangekondigd - had de comebackhit moeten worden na een periode van relatieve stilte; het bleef in de tipparade steken waardoor de band geen toestemming kreeg om een nieuw album op te nemen.